# 夏苏·久美多吉
夏苏·久美多吉（藏語：འགྱུར་མེད་སྟོབས་རྒྱལ，威利转写：'gyur med stobs rgyal，1896年—1967年）又称夏扎·久美多吉，西藏拉萨人，西藏贵族，噶厦官员。

## 生平
夏苏·久美多吉生于西藏贵族夏苏家族（བཤད་ཟུར）。该家族于1913年或1914年由夏扎家族独立出来，自成分支。久美多吉早年在甘丹寺受教育，成为孜仲。因此，他出任三年一满期的粮食税（འབྲུ་བསྐྱེལ）征收者。久美多吉的兄长去世时，他们两兄弟的义父、伦钦班觉多吉（也是他们两人的亲生父亲香喀巴的兄弟）命久美多吉放弃宗教职务，久美多吉乃继承其兄长的夏苏庄园。1921年元旦，久美多吉正式进入噶厦的雪仲分支；同时被任命为查尔斯·阿尔弗雷德·贝尔爵士的聂向。此后，在很长时间内，他去职退隐。其间，他在拉萨享有退隐学者之声望，和喇嘛们关系密切。1935年至1936年，奉派赴桑耶寺主持修缮工程。1938年，久美多吉受封台吉。
1939年，被任命为堆噶本，但他没有赴藏区西部就任，而是派代表到那里。1951年夏，被任命为噶察，但拥有噶伦的一切权力。1956年，被任命为西藏自治区筹备委员会委员。1959年藏区骚乱中，随达赖逃往印度，同年被撤销西藏自治区筹备委员会委员职务。
1967年，夏苏·久美多吉在印度达兰萨拉逝世。